# Supercoppa CAF 2014
La Supercoppa CAF 2014 è stata la ventiduesima edizione della Supercoppa CAF e si è disputata il 20 febbraio 2014 allo stadio Internazionale del Cairo, in Egitto.
Nella partita si sono affrontate l'Al-Ahly, vincitore della CAF Champions League 2013, e lo Sfaxien, vincitore della Coppa della Confederazione CAF 2013. Ad imporsi sono stati gli egiziani, che hanno sconfitto i tunisini per 3-2. Con questa vittoria l'Al-Ahly ha consolidato il primato di vittorie di questa competizione, aggiudicandosi per la sesta volta questo trofeo.

## Squadre
| Squadre | Qualificazione                                      | Partecipazioni precedenti (il grassetto indica la vittoria) |
| ------- | --------------------------------------------------- | ----------------------------------------------------------- |
| Al-Ahly | Vincitore della CAF Champions League 2013           | 6 (1994, 2002, 2006, 2007, 2009, 2013)                      |
| Sfaxien | Vincitore della Coppa della Confederazione CAF 2013 | 2 (2008, 2009)                                              |

## Tabellino
| Arbitro: | Noumandiez Doué |

|                        |           |                                    |
| Gedo 23’ Gamal 54’ 68’ | Marcatori | Maâloul 62’ (rig.) Ben Youssef 78’ |

| Al Ahly | Sfaxien |

| P               | 1  | Sherif Ekramy            |     |     |
| D               | 3  | Ramy Rabia               |     |     |
| D               | 6  | Wael Gomaa (c)           | 79’ |     |
| D               | 23 | Mohamed Nagieb           |     |     |
| D               | 24 | Ahmed Fathy              |     |     |
| C               | 8  | Shehab El-Din Ahmed      |     |     |
| C               | 14 | Sayed Moawad             | 62’ |     |
| C               | 19 | Abdallah Said            |     | 66’ |
| C               | 25 | Hossam Ashour            | 87’ |     |
| A               | 15 | Gedo                     | 27’ | 89’ |
| A               | 17 | Amr Gamal                |     | 80’ |
| A disposizione: |    |                          |     |     |
| P               | 13 | Ahmed Adel Abd El-Moneam |     |     |
| D               | 12 | Ahmed Shedid Qinawi      |     |     |
| D               | 20 | Saad Samir               |     | 89’ |
| C               | 27 | Trézéguet                |     | 80’ |
| C               | 28 | Moussa Yedan             |     | 66’ |
| A               | 9  | Emad Moteab              |     |     |
| A               | 30 | Ahmed Raouf              |     |     |
| Allenatore:     |    |                          |     |     |
| Mohamed Youssef |    |                          |     |     |

| P               | 28 | Rami Jridi              |  |     |
| D               | 25 | Mahmoud Ben Salah       |  |     |
| D               | 10 | Ali Maâloul (c)         |  |     |
| D               | 26 | Bassem Boulaabi         |  |     |
| C               | 7  | Rebai Wassim Kamoun     |  | 82’ |
| C               | 12 | Mohamed Ali Moncer      |  | 64’ |
| C               | 13 | Ferjani Sassi           |  |     |
| C               | 15 | Hamza Chotbri           |  | 60’ |
| C               | 19 | Maher Hannachi          |  |     |
| C               | 29 | Fakhreddine Ben Youssef |  |     |
| A               | 17 | Idrissa Kouyaté         |  |     |
| A disposizione: |    |                         |  |     |
| P               | 1  | Mohamed Hedi Gaaloul    |  |     |
| D               | 5  | Oussema Elhsini         |  |     |
| D               | 18 | Wajdi Bouazzi           |  | 82’ |
| D               | 21 | Zied Derbali            |  |     |
| C               | 14 | Ghazi Chellouf          |  | 60’ |
| A               | 30 | Imed Louati             |  |     |
| A               | 11 | Taha Yassine Khenissi   |  | 64’ |
| Allenatore:     |    |                         |  |     |
| Hamadi Daw      |    |                         |  |     |